# ScFv-Fragment

Rotierende 3D-Animation eines scFv-Antikörpers.

Die beiden möglichen Strukturen von scFv-Fragmenten. Die Antigen-bindenden Regionen mit den N-Termini sind links, die C-Termini rechts. Die Linkersequenzen sind als Pfeile dargestellt.

scFv-Fragmente, auch scFv-Antikörper (von engl. single chain variable fragment), sind künstlich hergestellte Antikörperfragmente, die die Antigen-erkennenden variablen Domänen der leichten und der schweren Kette eines klassischen Antikörpers kovalent verbinden. Beide Domänen sind über einen kurzen Linker, der in der Regel aus einer Sequenz der Aminosäuren Glycin oder Serin besteht, mit Hilfe molekularbiologischer Methoden miteinander verbunden. Mit Ausnahme der an die fehlende Fc-Einheit geknüpften und über eine Aktivierung des Komplementsystems vermittelten Zytotoxizität bleiben die wesentlichen Eigenschaften eines Antikörpers, insbesondere seine Selektivität und seine Affinität erhalten. scFv-Antikörper finden experimentell in der Durchflusscytometrie und in der Immunohistochemie Anwendung. Darüber hinaus werden derzeit einige scFv-Antikörper, wie beispielsweise Pexelizumab und CC49-scFv, sowie ein bispezifischer scFv-Antikörper (Blinatumomab) in klinischen Studien für eine mögliche therapeutische Anwendung untersucht. Derivate von scFv sind z. B. SMIPs.